# Tragopan satyra
Il tragopano satiro (Tragopan satyra (Linnaeus, 1758)) è un uccello galliforme della famiglia dei Fasianidi.

## Descrizione

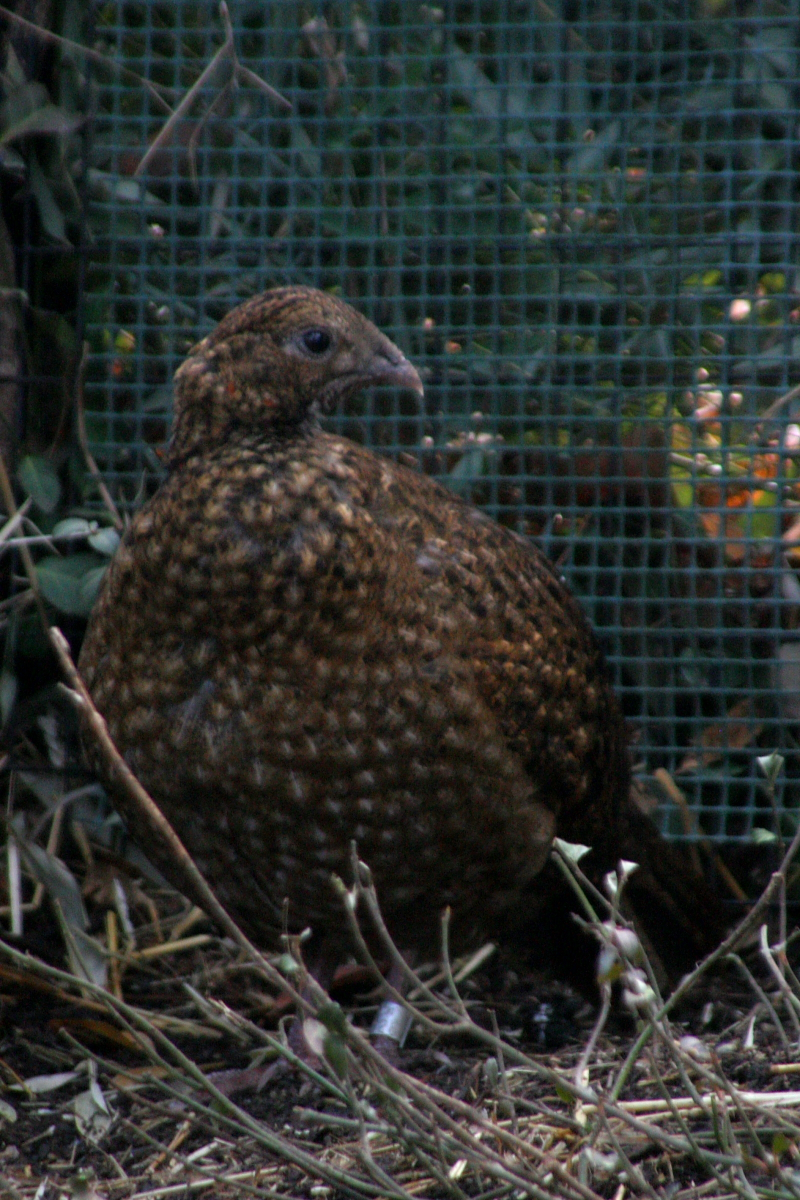
Una femmina.

### Dimensioni
Il maschio misura 67-72 cm di lunghezza, per un peso di 1,6-2,1 kg; la femmina circa 57,5 cm per 1-1,2 kg di peso.

### Aspetto
Nei maschi, il dorso e le ali sono marroni, tappezzati di piccole macchie bianche cerchiate di nero. La testa è blu-nera e rossa; il collo è rosso. Il becco è corto; da entrambi i lati della testa spunta un piccolo cornetto blu appuntito. La parte inferiore del corpo è rossa, con grandi macchie bianche rotonde. Nel proseguimento del dorso, la coda è marrone con l'estremità nera. Le zampe, robuste e di colore rosato, sono dotate di uno sperone.
Le femmine presentano una colorazione generale marrone con strisce ocra e chiazze nerastre. La loro coda è bruno-rossastra con barre nere e camoscio. Le regioni inferiori sono molto simili a quelle del maschio, ma presentano una colorazione più chiara. Le zampe presentano una tinta color carne con zone bruno-grigiastre e il becco è marrone. A partire dai quattro mesi di età, i giovani maschi possiedono una barra nera sulle piume della coda e una sporadica tonalità arancione a livello della gola. I maschi immaturi non sviluppano completamente il piumaggio adulto prima dell'età di due anni. Fino a questa età, non sono in grado di procreare.

### Voce
Il maschio emette un richiamo di annuncio wah waah oo-ah oo-aaaaa che diventa sempre più potente mano a mano che si sviluppa. Questo grido è ripetuto 12 o 14 volte, generalmente all'alba, e può durare fino a 30 minuti.

## Biologia
Vive in coppie isolate. In natura, presenta un comportamento timido e molto circospetto. Durante il periodo nuziale, il tragopano satiro sviluppa due tipi di parate e di rituali. Nella parata laterale, il maschio presenta il suo fianco alla femmina, con l'ala più vicina a lei abbassata e quella dal lato opposto sollevata. Nella parata frontale, il maschio si pone davanti alla sua partner a circa un metro di distanza, si accovaccia leggermente, arruffa le piume, apre le ali e le agita deliberatamente verso il suolo. Smuove la testa su e giù, ripetendo questo movimento più e più volte. I cornetti si dilatano, le caruncole vengono messe in evidenza, le piume tremolano e fremono. L'uccello emette inoltre un suono squillante. Quando le caruncole sono completamente estese, il maschio interrompe la sua parata e si avvicina alla femmina continuando ad esibirsi. Allora si rilassa e i suoi attributi, cornetti e caruncole, si ritraggono. La parata si conclude a tutti gli effetti quando il maschio intraprende una corsa in avanti sgonfiando il petto e le piume dei fianchi.

### Alimentazione
I tragopani satiri si nutrono di insetti, di molta vegetazione verde, di bacche e di altri frutti. Sono particolarmente ghiotti dei petali, delle gemme e delle foglie di piante quali gli allori, i rododendri, le felci, le dafne e gli alberi della cannella. Mangiano anche germogli di bambù, semi di rododendro ed ogni sorta di bulbi della famiglia delle cipolle. Tra gli insetti, i tragopani apprezzano particolarmente le forbicine, le formiche e le blatte. Consumano anche ogni tipo di invertebrati quali i ragni o le scolopendre. In cattività i tragopani satiri non mangiano praticamente che frutta e bacche. Nelle loro aree di foraggiamento, i tragopani satiri vanno in cerca di nutrimento la mattina presto o nel tardo pomeriggio, ma quando il cielo è nuvoloso si alimentano più spesso. Frequentano sia il limitare delle foreste che il fitto sottobosco. Razzolano in una zona limitata, piuttosto che su grandi superfici.

### Riproduzione

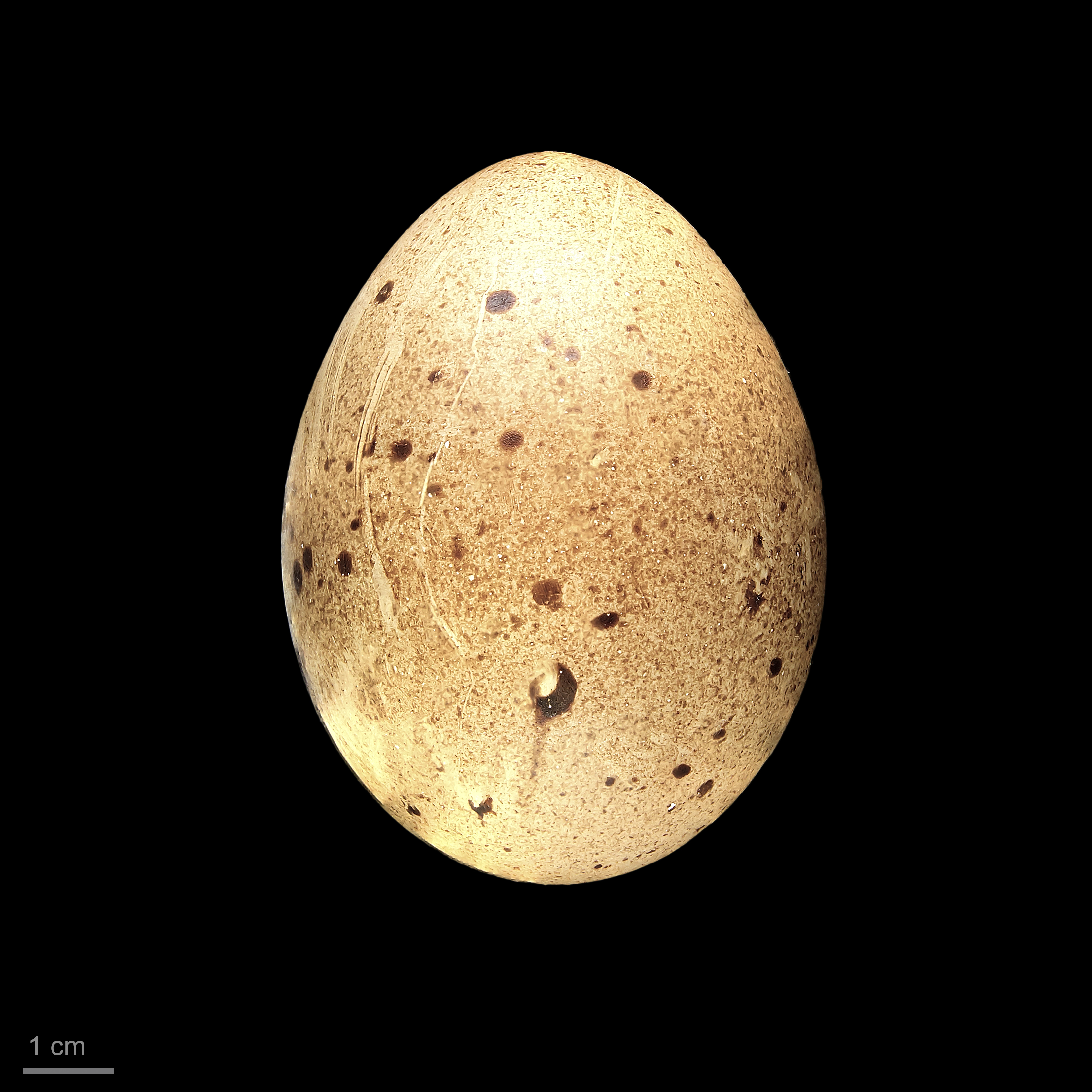
Tragopan satyra

La stagione riproduttiva ha luogo generalmente tra maggio e giugno, ma alcune coppie che vivono a quote più elevate possono nidificare anche in luglio. Il nido, fatto di pezzi di legno e di ramoscelli, viene installato lontano dal suolo, su un albero o un arbusto, ad un'altezza che può raggiungere i 6 metri. Esso è ben nascosto alla vista. In natura, una covata tipica è costituita da due o tre uova, mentre in cattività queste possono anche essere sei o addirittura otto. Queste uova, di colore camoscio con macchie e chiazze bruno-rossastre, vengono covate per un periodo di circa 28 giorni. I giovani tragopani satiri sono precoci e possono sopravvivere senza cibo per due giorni dopo la schiusa. Dopo due o tre giorni, i pulcini sono in grado di svolazzare e di appollaiarsi, ma trascorrono lunghi momenti rannicchiati sotto l'ala della madre. I giovani frequentano il nucleo familiare e rimangono con la madre fino all'età di un anno.

## Distribuzione e habitat
La specie è endemica delle regioni centrali e orientali dell'Himalaya, dal nord dell'India e dal Nepal, ad ovest, fino al Bhutan e all'Arunachal Pradesh (India), ad est; da tali zone essa penetra anche in alcune vallate inferiori del vicino Tibet (Cina). Il tragopano satiro è un uccello di alta montagna che vive ad un'altitudine che può essere stimata tra i 3000 e i 4500 metri. Durante l'inverno, ridiscende verso i 2000 metri. Questi galliformi si possono trovare generalmente nelle zone fresche e umide o nelle foreste temperate di conifere, ma frequentano regolarmente anche le foreste di querce con un fitto sottobosco di bambù e di rododendri o le foreste miste di conifere e di latifoglie. Si possono inoltre osservare nelle zone rocciose e nelle forre bagnate da piccoli corsi d'acqua a flusso veloce. In questi luoghi il sottobosco è costituito da lillà e può essere tappezzato di primule, viole, fragole e nontiscordardimé.